# Nephus flavifrons
Nephus flavifrons är en skalbaggsart som först beskrevs av Melsheimer 1847.  Nephus flavifrons ingår i släktet Nephus och familjen nyckelpigor. Inga underarter finns listade i Catalogue of Life.